# 국제 양식

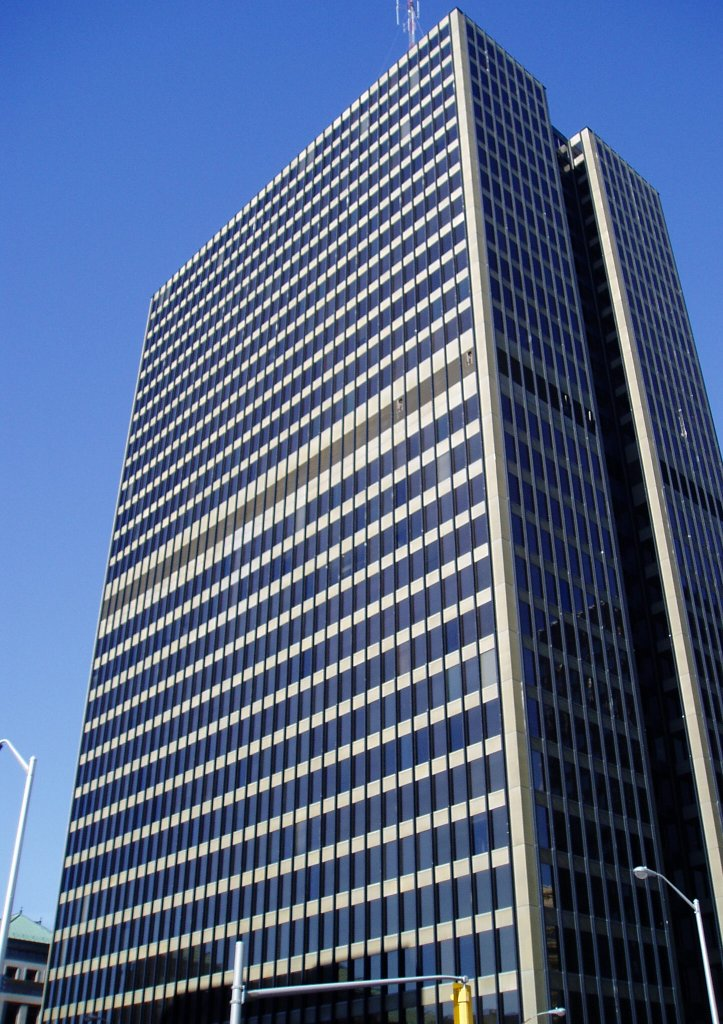
전형적인 국제 양식 건축물의 모습을 보여주는 캐나다 오타와의 플라스 드 빌(Place de Ville) C 타워.

국제 양식(國際樣式, international style), 국제주의 양식은 국제적인 전개를 하고 있던 현대 건축에서 개인이나 지역 등의 특수성을 넘어 세계 공통 양식으로 가려고 하는 것을 말한다.
국제 양식은 1920~1930년대에 모더니즘과 모더니즘 건축과의 긴밀한 관계 속에서 발전했다. 1920년대의 건축물들을 묘사하기 위해 헨리-러셀 히치콕(Henry-Russell Hitchcock), 필립 존슨 등이 처음으로 정의내렸다.
게티 연구소(Getty Research Institute)에 의하면, 국제 양식은 제1차 세계대전 후 네덜란드, 프랑스와 독일 등지에서 발생하여 1970년대까지 세계의 주도적인 건축 양식이 되었다. 국제 양식의 특징으로는 매스(mass)에 대한 볼륨(volume)의 우위, 대량생산된 경량의 산업 자재 사용, 색상과 장식 요소의 배제, 반복적이고 모듈화된 구조, 유리창 등 평면 표면의 사용 등이 있다.

## 같이 보기
- 기능주의 (건축)
- 하이테크 건축
- 근대 건축